# 발랑세성

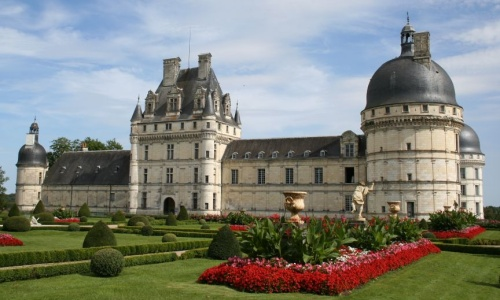
발랑세 성

발랑세성(프랑스어: Château de Valençay)은 프랑스 앵드르주 발랑세에 있는 성으로, 에스탕프와 탈레랑 페리고르 가족의 거주지이다. 지리학적으로 이는 프로방스 베리의 일부이나, 이곳의 건축물은 유명한 샹보르 성과 같은 루아르 계곡의 르네상스식 샤토과 비교되었다. 이 영지는 조르주 상드에 의해 "세상에서 가장 아름다운 장소 중 하나"라 칭송되었으며, "어떠한 왕도 이보다 더 그림같은 공원을 소유한 적이 없다"라고 언급하였다.

## 참고 문헌
- R.P. Raoul. Guide historique de Valençay. Le château-l'église-le tombeau de Talleyrand. Chateauroux: Laboureur, 1953.